# Cima de Barna
Cima de Barna är en bergstopp i Schweiz.   Den ligger i regionen Moesa och kantonen Graubünden, i den sydöstra delen av landet, 150 km öster om huvudstaden Bern. Toppen på Cima de Barna är 2 862 meter över havet, eller 510 meter över den omgivande terrängen. Bredden vid basen är 4,0 km.
Terrängen runt Cima de Barna är huvudsakligen bergig, men åt nordost är den kuperad. Runt Cima de Barna är det mycket glesbefolkat, med 7 invånare per kvadratkilometer.. Närmaste större samhälle är Mesocco, 4,1 km sydväst om Cima de Barna. 
Trakten runt Cima de Barna består i huvudsak av gräsmarker.